# Cătălin Căbuz
Cătălin Căbuz (n. 18 iunie 1996, Avrig, România) este un fotbalist român, care joacă pe post de portar la Hermannstadt în SuperLiga României. Pe plan internațional, are prezențe la națională pentru România Sub-21.

## Legături externe
- Profilul lui Cătălin Căbuz pe Soccerway